# Dar ul-Funun
Dar ul-Funun, etablerat 1851, var det första moderna universitetet och moderna institutionen för högre utbildning i Iran (Persien).
Dar ul-Funun grundades 1851 av Amir Kabir, som då var vesir till Nassredin Shah, och var ursprungligen en teknisk högskola för att träna persiska ungdomar från de högre klasserna i medicin, tekniska vetenskaper, krigsvetenskap och geologi. De kommande 100 åren expanderade verksamheten för att så småningom bli Teherans universitet.
Elitskolan tränade 287 studenter år 1889, och hade examinerat 1 100 studenter 1891. Under denna tid bestod fakulteterna av 16 europeiska och 26 iranska professorer.